# دهستان چهارده
دهستان چهارده نام دهستانی در بخش مرکزی شهرستان آستانه اشرفیه، استان گیلان در ایران است. براساس سرشماری مرکز آمار ایران در سال 1395، جمعیت آن 3665 نفر (1430 خانوار) بوده‌است.
دهستان چهارده در ۱۵ کیلومتری آستانه اشرفیه در استان گیلان واقع شده است. دهستان چهارده دارای سادات بسیاری است. این دهستان از پنج قریه تشکیل شده که به مجموع آن چهارده گفته می شود. این پنج قریه عبارتند از:
۱-شیرکوه:  که مرکز چهارده محسوب می شود و بازار اصلی چهارده دراین قریه قرار دارد.
۲-کاچا: این قریه در جنوب غربی چهارده قرار دارد و با شهرستان لولمان هم مرز و به مسجد و مرقد مطهر امامزاده آقا سید ناصرالدین علوی از نوادگان امام حسن مجتبی (ع) مزین است، که بزرگترین زیارتگاه چهارده است و در پایین محله کاچا قرار دارد  و همیشه مورد توجه مردم بوده و هست و محل تجمع عزاداران حسینی در روز عاشورا می باشد. عده زیادی از علماء و بعضی از بزرگان و سادات از جمله خانواده های میرحسینی که جدشان به امام سجاد زین العابدین (ع) و مداح اهل بیت آقا سید حسین هاشمی نسب چهارده که طبق شجره نامه آن ها جدشان به امام موسی کاظم (ع) می رسد و مردم چهارده خصوصا شهید بزرگوار حسین شوقی و یک شهید دیگر در جوار این زیارتگاه مدفون هستند.
۳-گاچرا: این روستا در کنار سفیدرود واقع شده است و در بالامحله آن مرقد مطهر آقا سید عبدالرضا واقع شده است که این زیارتگاه بسیار مجرب است. درسندی که مشاهده شده نام ایشان ابوالرضا  و شجره نامه ایشان به یکی از نوادگان امام زین العابدین می رسد. این قریه با دهستان کیسم هم مرز است.
۴-کتشصت آبادان: این قریه درضلع شرقی چهارده واقع است و هم مرز با قریه تازه آباد معرف به قوام السلطنه می باشد. کتشصت آبادن در دو محله جدا واقع شده پایین محله هم مرز شیر کوه و گاچرا و دارای یک نانوایی سنگکی سنتی به نام سجاد علی نیا می باشد و دیگری بعد از سد قوام واقع شده است.
۵-خلشاء: این قریه خود دارای بالامحله و پایین محله است و بالامحله آن مزین به مرقد مطهر آقا سید یوسف می باشد، که این بقعه نیز مورد احترام عموم بویژه علما بوده که از جمله مرحوم میرعبدالباقی این بقعه را تجدید بنا نموده است.درجوار مرقد مطهر این امام زاده مسجد محل وقبور بعضی از شهدای محل قراردارد.
دهستان چهارده همچنین دارای بازار روز سه شنبه است.
البته ناگفته نماند که به غیر از چهارده مذکور در ایران بیش از پانزده محل به اسم چهارده وجود دارد.
برای رفتن به روستای چهارده از مسیر شهرستان رشت بعد از شهر لولمان از روی پل سپیدرود و سمت راست باید از روی رودخانه سپیدرود عبور کنید.